# Wehrkreis I

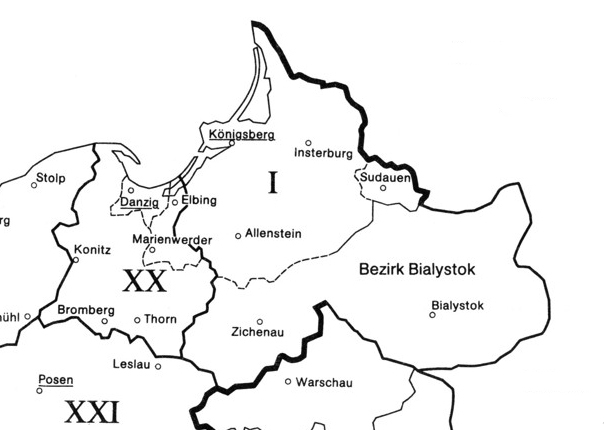
Carte du Wehrkreis I, la 1re région militaire allemande en 1943.

Le Wehrkreis I (WK I) était la 1re région militaire allemande contrôlant la province de Prusse-Orientale durant la période de la Reichswehr, puis de la Wehrmacht. 

## Historique

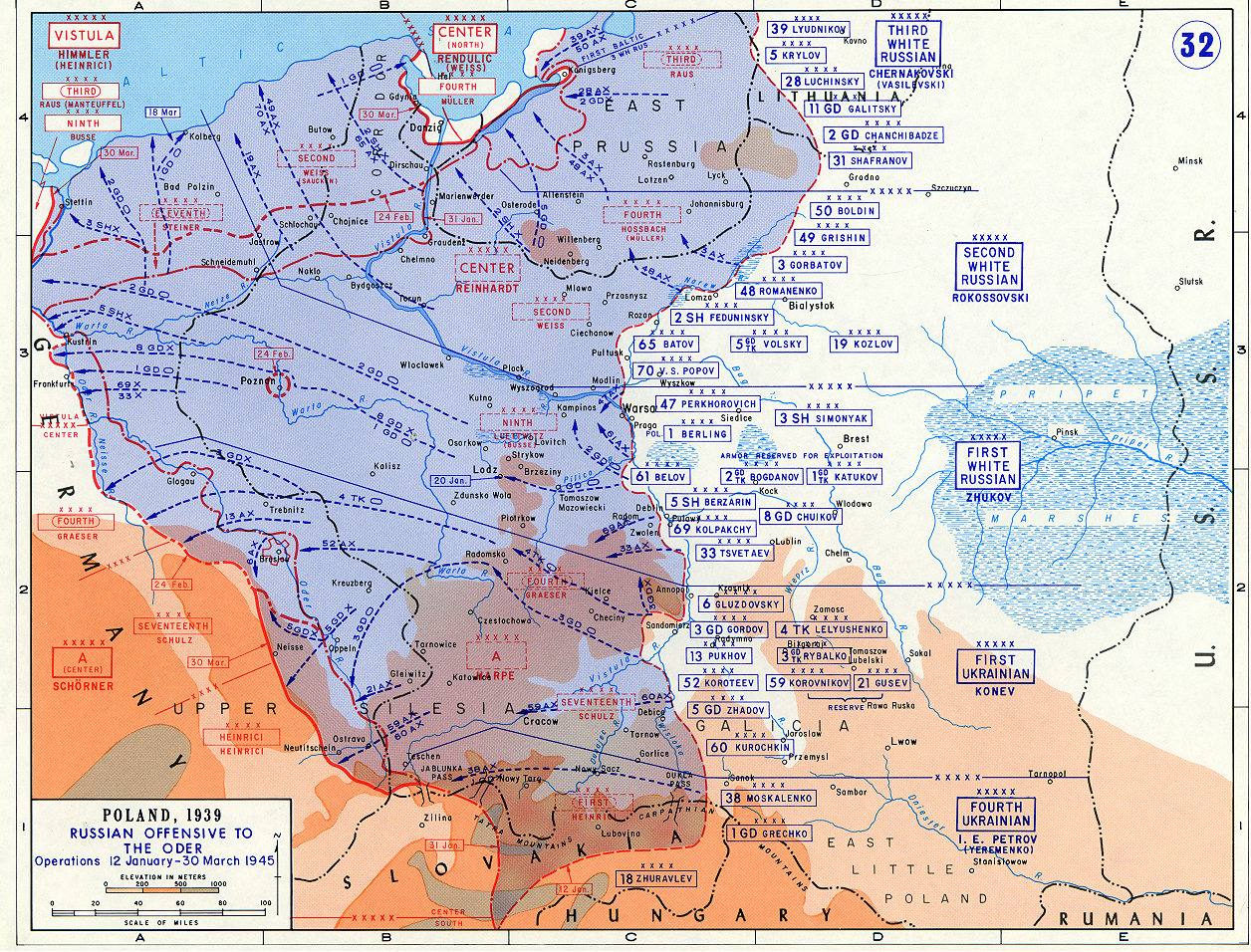
L'offensive soviétique en Pologne/Allemagne centrale du 12 janvier 1945 au 30 mars 1945.

Le siège de la 1re région militaire était à Königsberg. Le WK I se voit adjoindre en mars 1939 le Territoire de Memel, puis durant l'automne 1939 ce sont les régions de Zichenau et Sudauen qui sont ajoutées. En 1942, la région de Białystok, le district de Bialystok y est attachée.

Une partie de la Prusse est occupée dès juillet 1944 par l'Armée rouge. Le WK I est entièrement occupé début février 1945, hormis quelques rares poches de résistance sur les côtes.

## Unités mobilisées
- Corps : 1er C.A. et le 26e C.A. d'Infanterie.
- Divisions : 24e Panzer-Division ; 1 D.I., 11, 21, 61, 161, 206, 217, 228, 291, 311, 340 et la 114 Jäger D. (ex 714 D.I.).

## Divisions administratives

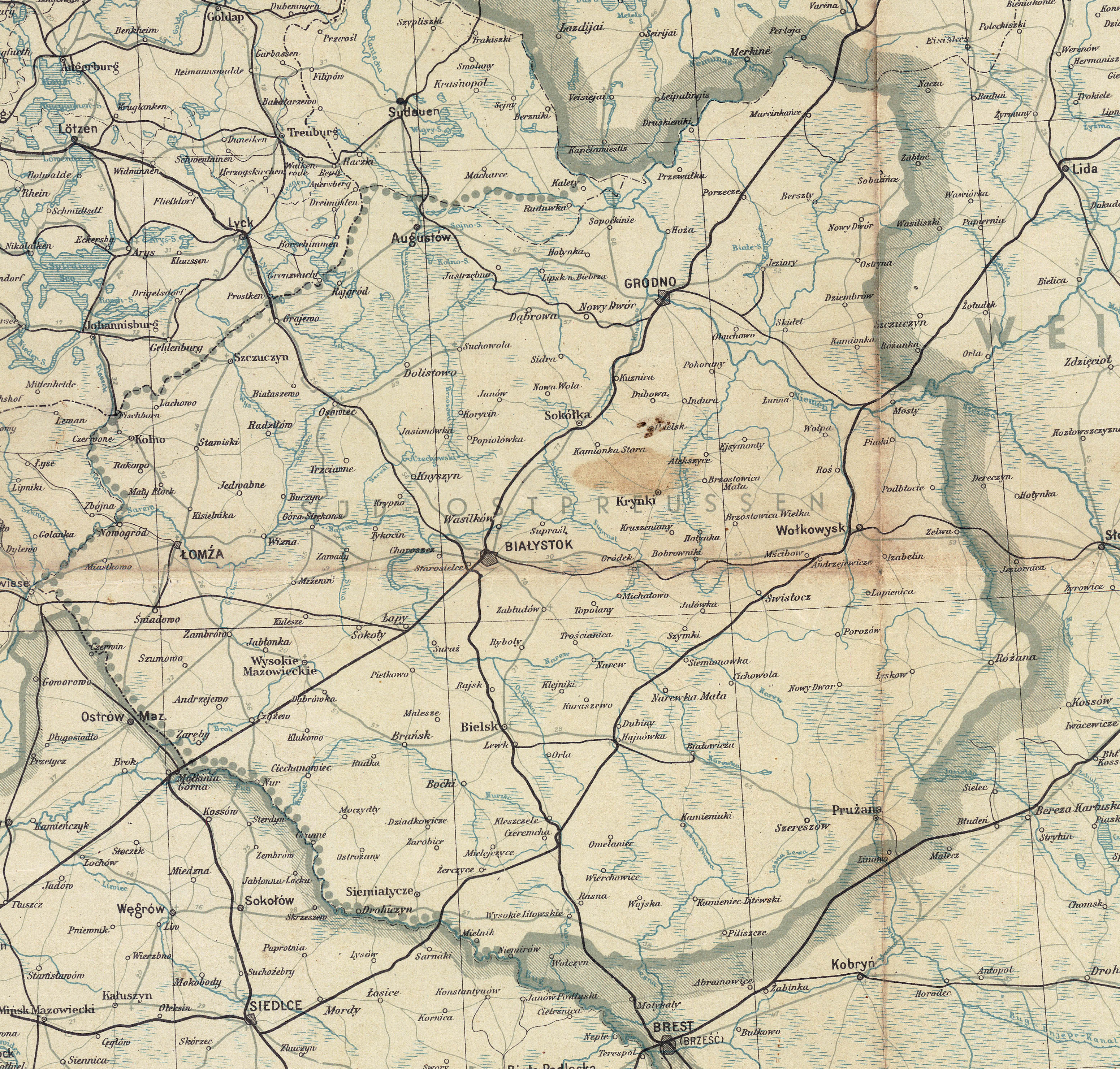
Carte du Bezirk Bialystok (1944)

La 1re région militaire allemande comprenait le Bezirk Bialystok et deux zones d'affectation (Wehrersatzbezirk) : 
- Königsberg
- Allenstein

## Unités de dépôt
Avec la mobilisation, le 28 août 1939, la 1re région militaire passe sous la direction du stellvertretende Generalkommandos I. Armeekorps ou le 1er corps d'armée suppléant. À partir du même jour, le Kommandeur des Ersatzruppen I est chargé de la direction des unités de dépôts du WK.

### Divisions de dépôt
- No 401 Königsberg
- No 461 Bialystok

## Gouverneurs
Période la Reichswehr:
- Generalleutnant Ludwig von Estorff 1er octobre 1919 - 1er octobre 1920
- Generalleutnant Johannes von Dassel (de) 1er octobre 1920 - 31 octobre 1923
- Generalleutnant Wilhelm Heye 1er novembre 1923 - 31 octobre 1926
- Generalleutnant Friedrich von Esebeck 1er novembre 1926 - 30 septembre 1929
- Generalleutnant Werner von Blomberg 1er octobre 1929 - 30 janvier 1933

Liste des commandants du Generalkommando I. Armeekorps et gouverneurs de la 1re région militaire.
- général Walther von Brauchitsch 1er février 1933 - 1er avril 1937
- général Georg von Küchler 1er avril 1937 - 26 août 1939 (mobilisation)

Liste des gouverneurs (Befehlshaber) de la 1re région militaire.
- Generalleutnant Oskar von Hindenburg 26 août 1939 - 5 novembre 1939 m.d.st.F.b[note 2].
- General der Artillerie Alfred von Vollard-Bockelberg (de) 5 novembre 1939 - 19 juin 1940
- General der Artillerie Wilhelm Ulex (de) 20 juin 1940 - 1er mai 1941
- General der Artillerie Peter Weyer 1er mai 1941 - 31 janvier 1943
- General der Artillerie Albert Wodrig 1er février 1943 - 1er novembre 1944
- General der Infanterie Otto Lasch 1er novembre 1944 - 9 avril 1945[note 3]

1. ↑  En allemand : Kommandierender General des I. Armeekorps und Befehlshaber im Wehrkreis I
2. ↑  Abréviation allemande pour "mit der stellvertretende Führung beauftragt" = en poste avec commandement temporaire.
3. ↑  capitulation de la place forte de Königsberg.